# 藤倉多祐
藤倉 多祐（ふじくら かずまさ、1957年8月31日 - ）は、栃木県足利市丸山町出身の元プロ野球選手（内野手）・コーチ。
1983年までの登録名は藤倉 一雅（読み同じ）。学生野球指導においても変更後の藤倉多祐の名義を用いている。父は、元西鉄の藤倉平三郎。

## 来歴・人物

### 現役時代
足利学園高では投手としてプレーし、3年次の1975年には夏の甲子園に出場。2回戦（初戦）で鹿児島商業高に完封勝利するが、3回戦では習志野高のエース小川淳司に完封負けを喫した。高校卒業後は1976年に青山学院大学に進学し、内野手に転向。東都大学リーグでは4年次の1979年に春季二部リーグで優勝し、入替戦で専大を降して5年ぶりの一部昇格を果たす。同年の秋季では1年下のエース吉田幸夫（プリンスホテル）を擁してリーグ3位に入る健闘を見せ、自身もベストナイン（遊撃手）に選出された。
同年オフにドラフト外で阪神タイガースへ入団。同期入団に岡田彰布・北村照文などがおり、強肩俊足の内野手と期待され、新人ながら背番号「3」を与えられる。2年目の1981年にはジュニアオールスターでMVPを獲得し、1983年には自己最多の55試合に出場するが、主に代打・代走としての起用にとどまる。
同年オフに弘田澄男との交換トレードでロッテオリオンズへ移籍し、1986年と1987年には2年連続イースタン・リーグ首位打者を獲得するなど二軍では活躍するも、一軍ではその実力は発揮できなかった。1988年引退。

### 現役引退後
引退後はロッテで一軍打撃コーチ補佐（1989年）→二軍打撃コーチ補佐（1990年）→二軍守備・走塁コーチ（1991年）→一軍守備・走塁コーチ（1992年 - 1993年）→一軍内野守備・走塁コーチ（1994年）→スカウト（1995年 - 1998年）→二軍内野守備・走塁コーチ（1999年 - 2001年）を務め、スカウト時代は母校の後輩・清水将海らを担当した。
ロッテ退団後、東海学園大学女子ソフトボール部コーチを経て、2005年より出身高校の系列である白鷗大学野球部コーチに就任。その後は浅野啓司と入れ替わって監督に昇格し、一時は総監督となるが、再度監督に復帰。2022年をもって退任し、顧問となった。教え子の大山悠輔は2016年ドラフト1位で阪神に入団し、自身と同じ背番号3を着けた。2024年4月からは白鷗大学足利高の軟式野球部の監督に就任し、初年度から全国高校軟式野球選手権北関東大会の初優勝へ導いた。

## 詳細情報

### 年度別打撃成績
| 年 度     | 球 団     | 試 合 | 打 席 | 打 数 | 得 点 | 安 打 | 二 塁 打 | 三 塁 打 | 本 塁 打 | 塁 打 | 打 点 | 盗 塁 | 盗 塁 死 | 犠 打 | 犠 飛 | 四 球 | 敬 遠 | 死 球 | 三 振 | 併 殺 打 | 打 率 | 出 塁 率 | 長 打 率 | O P S |
| --------- | --------- | ----- | ----- | ----- | ----- | ----- | -------- | -------- | -------- | ----- | ----- | ----- | -------- | ----- | ----- | ----- | ----- | ----- | ----- | -------- | ----- | -------- | -------- | ----- |
| 1980      | 阪神      | 2     | 3     | 3     | 0     | 1     | 0        | 0        | 0        | 1     | 0     | 0     | 0        | 0     | 0     | 0     | 0     | 0     | 1     | 0        | .333  | .333     | .333     | .667  |
| 1981      | 阪神      | 15    | 10    | 8     | 1     | 1     | 1        | 0        | 0        | 2     | 0     | 0     | 2        | 2     | 0     | 0     | 0     | 0     | 1     | 0        | .125  | .125     | .250     | .375  |
| 1982      | 阪神      | 48    | 31    | 29    | 11    | 7     | 1        | 0        | 2        | 14    | 3     | 1     | 0        | 1     | 0     | 0     | 0     | 1     | 9     | 0        | .241  | .267     | .483     | .749  |
| 1983      | 阪神      | 55    | 40    | 32    | 13    | 2     | 1        | 0        | 0        | 3     | 0     | 3     | 0        | 3     | 0     | 5     | 0     | 0     | 4     | 0        | .063  | .189     | .094     | .283  |
| 1984      | ロッテ    | 27    | 13    | 13    | 7     | 2     | 1        | 0        | 0        | 3     | 1     | 0     | 2        | 0     | 0     | 0     | 0     | 0     | 4     | 0        | .154  | .154     | .231     | .385  |
| 1985      | ロッテ    | 17    | 12    | 11    | 2     | 3     | 1        | 1        | 0        | 6     | 0     | 0     | 0        | 0     | 0     | 1     | 0     | 0     | 4     | 0        | .273  | .333     | .545     | .879  |
| 1986      | ロッテ    | 15    | 24    | 23    | 3     | 8     | 0        | 0        | 1        | 11    | 2     | 3     | 1        | 0     | 0     | 1     | 0     | 0     | 6     | 0        | .348  | .375     | .478     | .853  |
| 1987      | ロッテ    | 3     | 2     | 2     | 0     | 0     | 0        | 0        | 0        | 0     | 0     | 0     | 1        | 0     | 0     | 0     | 0     | 0     | 1     | 0        | .000  | .000     | .000     | .000  |
| 通算：8年 | 通算：8年 | 182   | 135   | 121   | 37    | 24    | 5        | 1        | 3        | 40    | 6     | 7     | 6        | 6     | 0     | 7     | 0     | 1     | 30    | 0        | .198  | .248     | .331     | .579  |

### 表彰
- ジュニアオールスターゲームMVP：1回 （1981年）

### 記録
- 初出場・初先発出場：1980年10月5日、対ヤクルトスワローズ26回戦（阪神甲子園球場）、8番・遊撃手として先発出場
- 初打席・初安打：同上、3回裏に神部年男から
- 初盗塁：1982年7月21日、対中日ドラゴンズ15回戦（阪神甲子園球場）、9回裏に二盗（投手：牛島和彦、捕手：中尾孝義）
- 初本塁打・初打点：1982年9月29日、対ヤクルトスワローズ25回戦（明治神宮野球場）、6回表に池内豊の代打として出場、梶間健一からソロ

### 背番号
- 3 （1980年 - 1986年）
- 32 （1987年 - 1988年）
- 87 （1989年 - 1994年、1999年 - 2001年）

### 登録名
- 藤倉 一雅 （ふじくら かずまさ、1980年 - 1983年）
- 藤倉 多祐 （ふじくら かずまさ、1984年 - 1994年、1999年 - 2001年）